# Actionpainting

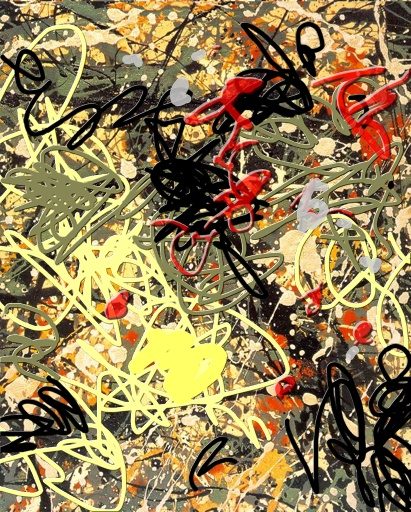
Actionpainting op de manier van Jackson Pollock. Schilderij van Michael Philip

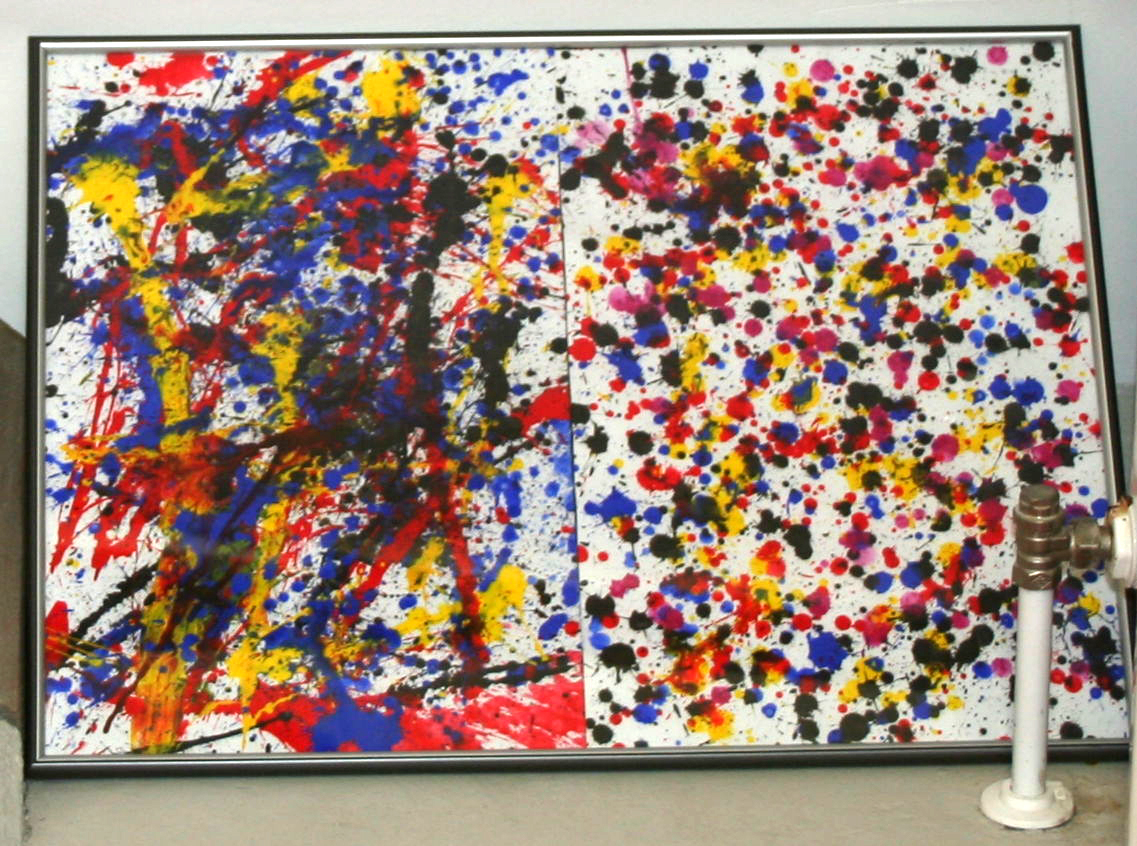
Actionpainting

Actionpainting is een manier van werken in de Amerikaanse en Europese abstracte expressionistische kunst en informele schilderkunst van de jaren 50 van de twintigste eeuw waarbij de handeling, de geste van het maken uitgangspunt is. De grote figuur van het abstract expressionisme in de Verenigde Staten is Jackson Pollock (1912-1956).

## Toelichting

### Oorsprong action painting
De wortels ervan liggen in het surrealisme, en wel in die visie van het surrealisme waarin 'het automatische' centraal staat - de associatietechniek, de écriture automatique in de literatuur en, toegepast op schilderkunst, het 'automatische' tekenen/handelen, zoals het sterk werd ontwikkeld door onder anderen de abstracte surrealist André Masson, die veel invloed had op het latere Amerikaanse abstract expressionisme.  De kunstcriticus Harold Rosenberg bedacht het begrip action painting in 1952. In Europa was het met name Georges Mathieu die in Frankrijk action painting in theateruitvoering presenteerde en zo vooruitliep op de latere kunstvorm performance. 

### Techniek
Het is een vorm van abstracte kunst waarbij de schilder geconfronteerd wordt met een meestal groot doek als de voornaamste werkelijkheid, dat hij te lijf gaat.
De kunstenaar probeert de actie, de geste van het maken, op het doek over te brengen. Het kunstwerk is een herinnering aan de handeling, de actie (bijvoorbeeld het ritmisch drippen van verf "over all" op een groot doek). Action painting is daarom spontane schilderkunst, waarin de bewegingen van de kunstschilder duidelijk te herkennen zijn. Niet wat er afgebeeld wordt is van belang maar het in het werk zijn van de kunstenaar door de  spontane handeling van het maken.
Jackson Pollock, de belangrijkste schilder van deze techniek, gebruikt de drippingtechniek, waarbij verf op een enorm doek wordt gespat, gedruppeld (dripping), gespoten en gesmeten, met als resultaat een uitermate complex netwerk van kleurige lijnen. In deze "over all paintings" verliest het werk de traditionele referentiekaders van hoogte, breedte en diepte en elke verwijzing naar perspectief.

### Nawerking van deze stijl in Nederland
Hedendaagse Nederlandse action painters zijn Menno Baars, Hein van Houten (1977), Merijn Kavelaars (1985), Robbert Buys (1969) en Remko Leeuw (1974). Hoewel hun schilderijen niet "toevallig" tot stand komen, lijkt de verf op het doek gesmeten. De doeken zijn desondanks weloverwogen tot stand gekomen, maar de snelheid van de verfstreek is "gevangen", net zoals dat het geval was bij bijvoorbeeld Karel Appel en Bram Bogart.

## Belangrijkste actionpainters
- Karel Appel
- Frank Avray Wilson
- William Baziotes
- Norman Bluhm
- James Brooks
- Nicolas Carone
- Elaine de Kooning
- Willem de Kooning
- Perle Fine
- Silvio Formichetti
- Sam Francis
- Michael Goldberg
- William Green
- Ismail Gulgee
- Philip Guston
- Grace Hartigan
- Franz Kline
- Albert Kotin
- Lee Krasner
- Alfred Leslie
- Conrad Marca-Relli
- Georges Mathieu
- Joan Mitchell
- Robert Motherwell
- Jackson Pollock
- Milton Resnick
- Niki de Saint Phalle
- Joe Stefanelli
- Mark Tobey
- Jack Tworkov

absolute schilderkunst ·  abstract expressionisme · abstracte kunst · academische kunst · actionpainting · art brut · art deco · classicisme · colorfieldpainting · dadaïsme · expressionisme · fauvisme · figuratieve kunst · futurisme · hard edge · hyperrealisme · impressionisme · informele schilderkunst · jugendstil · kubisme · luminisme · magisch realisme · maniërisme · minimal art · naïeve kunst · naturalisme · neo-expressionisme · neo-impressionisme · nieuwe beelding · nieuwe zakelijkheid · op-art · orphisme · oriëntalisme · piëtisme · pittura metafisica · pixel art · pointillisme · popart · postimpressionisme · prerafaëlieten · primitivisme · realisme · romaans . romantiek · sociaal realisme · suprematisme · surrealisme · symbolisme · tachisme